# Europees kampioenschap dammen 2014
Het Europees kampioenschap dammen 2014 algemeen en voor vrouwen werd van dinsdag 7 t/m maandag 13 oktober 2014 in Tallinn in 9 ronden volgens het Zwitsers systeem gespeeld. 
Roel Boomstra won het algemene toernooi, gevolgd door Ajnoer Sjajbakov en Arnaud Cordier. 
Zij behaalden alle drie, net als nog 5 anderen, 12 punten. 
Bij de vrouwen werd Olga Baltazji kampioen, gevolgd door Tamara Tansykkoezjina en Zoja Golubeva, alle drie met 13 punten.
| plaats | speler                 | land        | punten |
| ------ | ---------------------- | ----------- | ------ |
| 1      | Roel Boomstra          | Nederland   | 12     |
| 2      | Ajnoer Sjajbakov       | Rusland     | 12     |
| 3      | Arnaud Cordier         | Frankrijk   | 12     |
| 4      | Aleksej Tsjizjov       | Rusland     | 12     |
| 5      | Aleksandr Getmanski    | Rusland     | 12     |
| 6      | Ron Heusdens           | Nederland   | 12     |
| 7      | Aleksandr Schwarzman   | Rusland     | 12     |
| 8      | Moerodoello Amrillajev | Rusland     | 12     |
| 9      | Jan Groenendijk        | Nederland   | 11     |
| 10     | Raimonds Vipulis       | Letland     | 11     |
| 11     | Aleksandr Georgiejev   | Rusland     | 11     |
| 12     | Wouter Sipma           | Nederland   | 11     |
| 13     | Jos Stokkel            | Nederland   | 11     |
| 14     | Artem Ivanov           | Oekraïne    | 11     |
| 15     | Edvardas Bužinskis     | Litouwen    | 11     |
| 16     | Alexander Baljakin     | Nederland   | 11     |
| 17     | Aleksej Domchev        | Litouwen    | 11     |
| 18     | Guntis Valneris        | Letland     | 11     |
| 19     | Yuri Anikejev          | Oekraïne    | 11     |
| 20     | Jevgeni Vatoetin       | Wit-Rusland | 11     |
| 21     | Wouter Ludwig          | Nederland   | 11     |
| 22     | Aleksandr Boelatov     | Wit-Rusland | 10     |
| 23     | Kevin Machtelinck      | Frankrijk   | 10     |
| 24     | Nikolaj Germogenov     | Rusland     | 10     |
| 25     | Wouter Wolff           | Nederland   | 10     |
| 27     | Sjargej Nasevitsj      | Wit-Rusland | 10     |
| 29     | Pim Meurs              | Nederland   | 10     |
| 31     | Vadim Virny            | Oekraïne    | 10     |
| 36     | Laimonis Zalitis       | Letland     | 9      |
| 37     | Jitse Slump            | Nederland   | 9      |
| 42     | Dik de Voogd           | Nederland   | 9      |
| 43     | Ronald Schalley        | België      | 9      |
| 48     | Igor Kirzner           | Oekraïne    | 9      |
| 65     | Evert Wiskerke         | Nederland   | 7      |
| 66     | Nick Waterink          | Nederland   | 7      |
| ..     | ...                    |             |        |
| 75     | Pascal Stil            | Ierland     | 4      |

## Eindklassement vrouwen
| plaats | speler                | land        | punten |
| ------ | --------------------- | ----------- | ------ |
| 1      | Olga Baltazji         | Oekraïne    | 13     |
| 2      | Tamara Tansykkoezjina | Rusland     | 13     |
| 3      | Zoja Golubeva         | Letland     | 13     |
| 4      | Viktoria Motrichko    | Oekraïne    | 12     |
| 5      | Nika Leopoldova       | Rusland     | 11     |
| 6      | Aygul Idrisova        | Rusland     | 11     |
| 7      | Daria Tkatsjenko      | Oekraïne    | 11     |
| 8      | Olga Fedorovich       | Wit-Rusland | 11     |
| 9      | Natalia Sadowska      | Polen       | 11     |
| 10     | Matrena Nogovitsyna   | Rusland     | 11     |
| 15     | Vitalia Doumesh       | Nederland   | 10     |
| 18     | Ester van Muijen      | Nederland   | 9      |
| 26     | Heike Verheul         | Nederland   | 9      |
| ..     | ...                   |             |        |
| 43     | Veronika Pikkel       | Estland     | 6      |